# Nepeta (stolica tytularna)
Nepeta (łac. Diocesis Nepesinus) – stolica historycznej diecezji w Italii erygowanej w I wieku, a włączonej w 1986 w skład diecezji Civita Castellana. 
Współczesne miasto Nepi w prowincji Viterbo we Włoszech. Obecnie katolickie biskupstwo tytularne ustanowione w 1991 przez papieża Jana Pawła II.

## Biskupi tytularni
| Lp. | Biskup                           | Funkcja                                | Od                   | Do               |
| --- | -------------------------------- | -------------------------------------- | -------------------- | ---------------- |
| 1   | Pedro Felipe Bacarreza Rodríguez | biskup pomocniczy Concepción (Chile)   | 16 lipca 1991        | 7 stycznia 2006  |
| 2   | Benedetto Tuzia                  | biskup pomocniczy Rzymu (Włochy)       | 28 stycznia 2006     | 31 maja 2012     |
| 3   | René Leigue Cesari               | biskup pomocniczy Santa Cruz (Boliwia) | 31 października 2012 | 22 kwietnia 2022 |
| 4   | Walter Erbì                      | nuncjusz apostolski                    | 16 lipca 2022        |                  |